# باول ماكدويل
باول ماكدويل (بالإنجليزية: Paul McDowell)‏ هو مجدف أمريكي، ولد في 17 يناير 1905 في فيلادلفيا في الولايات المتحدة، وتوفي بنفس المكان في 14 أغسطس 1962.

## وصلات خارجية
- باول ماكدويل على موقع الاتحاد الدولي للتجديف (الإنجليزية)
- باول ماكدويل على موقع اللجنة الأولمبية الدولية (الإنجليزية)
- باول ماكدويل على موقع أوليمبيديا (الإنجليزية)